# Стоянов Юрій Миколайович
Юрій Миколайович Стоянов (нар. 10 липня 1957, Одеса) — радянський і російський актор театру та кіно. Народний артист Російської Федерації (2001). Автор, постановник і виконавець ролей (спільно з кращим товаришем Іллею Олейниковим) у російській телепрограмі «Городок».

## Біографія
Народився 10 липня 1957 року у Одесі, дитинство провів у селі Бородіно в сім'ї лікаря-гінеколога болгарського походження Миколи Георгійовича Стоянова (помер у 1993 році) і педагога, заслуженого працівника освіти України, директора одеського педагогічного коледжу Євгенії Леонідівни Стоянової (нар. 21 червня 1935 — пом. 2022).
Навчався в 27-й школі у Одесі. Мати працювала там заступником директора з виховної роботи та викладала українську мову й літературу. У дитинстві почав писати вірші, грати на гітарі, займався фехтуванням, учився в студії кіноактора при Одеській кіностудії. Після закінчення у 1978 році Московського державного інституту театрального мистецтва імені А. В. Луначарського грав у Великому драматичному театрі ім. Товстоногова, де працював по 1995 рік артистом.
Із травня 1993 по жовтень 2012 рік спільно з товаришем Іллею Олейниковим вів програму «Городок».

## Особисте життя
- Перша дружина — Ольга Стоянова — мистецтвознавець (1978–1983).
  - Діти: від першого шлюбу Микола Стоянов (нар. 1978) та Олексій Стоянов (нар. 1980), тележурналісти.
- Друга дружина — Марина Стоянова (1983–1995).
- Третя дружина — Олена Стоянова — (падчерки Ксенія (1989), студентка СПбДУ і Анастасія (1996), дочки Олени від попереднього шлюбу).
  - Дочка Катерина (нар. 2003)

## Робота на ТБ
- 1993—2012 — Городок (Росія-1)
- 2013—2015 — «Велика сім'я» (Росія-К)
- 2013—2015 — «Живий звук» (Росія-1)
- 2014—2016, 2019 — «Один в один!» (Росія-1) — член журі
- 2019 — «100янов» (Росія-1)

## Цікаві факти
- Стоянов — майстер спорту СРСР з фехтування на шаблях.
- 7 лютого 2018 року потрапив до бази даних сайту «Миротворець» через участь в зйомках фільму «Невловимі» на території Севастополя[2]. Того ж року взяв участь у зйомках художнього фільму «Крымский мост. Сделано с любовью!», який пропагував анексію Криму.